# Jerumenha
Jerumenha é um município brasileiro do estado do Piauí, na região Nordeste, que se localiza na Zona do Alto Parnaíba. Possui 43 estabelecimentos de ensino primário. Cultiva feijão, mandioca, arroz, cana-de-açúcar e milho. Desenvolve criação de suínos, bovinos, caprinos e ovinos.

## História
A história de fundação de Jerumenha data do século XVII, quando em 1676 o governo de  Pernambuco concedeu ao português Francisco Dias D'Ávila um extenso domínio de terra, incluindo o território do atual município, para que ali se estabelecesse uma fazenda  de gado. Para lá o sesmeiro conduziu da Bahia notável contingente de índios domesticados destinados a servirem e defenderem a fazenda dos silvícolas locais.
Com isso, o povoado começou a crescer  alcançando relevância política no território.  Através da Carta Régia de junho de 1761, o povoado, antes denominado Arraial de Garcia d'Ávila, foi elevado a categoria de vila, com o nome de Jerumenha, em homenagem a Jurumenha em Portugal, terra natal de Francisco Dias D'Ávila. Por fim, em 1890, já na República Velha, por decreto estadual, foi elevada a condição de cidade.

## Geografia
Localiza-se a uma latitude 07º05'16" sul e a uma longitude 43º30'35" oeste, estando a uma altitude de 145 metros. Sua população estimada em 2004 era de 4.737 habitantes.